# John Davies (ishockeyspelare)
John Francis "Jack" Davies, född 14 juli 1928 i Edmonton, död 19 januari 2009 i Edmonton, var en kanadensisk ishockeyspelare.
Davies blev olympisk guldmedaljör i ishockey vid vinterspelen 1952 i Oslo.